# Owings Mills
Owings Mills és una concentració de població designada pel cens dels Estats Units a l'estat de Maryland. Segons el cens del 2000 tenia 20.193 habitants.

## Demografia
Segons el cens del 2000, Owings Mills tenia 20.193 habitants, 8.853 habitatges, i 5.046 famílies. La densitat de població era de 811,3 habitants per km².
Dels 8.853 habitatges en un 27,7% hi vivien nens de menys de 18 anys, en un 41,6% hi vivien parelles casades, en un 11,6% dones solteres, i en un 43% no eren unitats familiars. En el 31,9% dels habitatges hi vivien persones soles el 3,8% de les quals corresponia a persones de 65 anys o més que vivien soles. El nombre mitjà de persones vivint en cada habitatge era de 2,24 i el nombre mitjà de persones que vivien en cada família era de 2,87.
Per edats la població es repartia de la següent manera: un 21,3% tenia menys de 18 anys, un 9,8% entre 18 i 24, un 43,2% entre 25 i 44, un 18,8% de 45 a 60 i un 6,9% 65 anys o més.
L'edat mediana era de 32 anys. Per cada 100 dones de 18 o més anys hi havia 86,8 homes.
La renda mediana per habitatge era de 53.424 $ i la renda mediana per família de 61.079 $. Els homes tenien una renda mediana de 41.135 $ mentre que les dones 33.359 $. La renda per capita de la població era de 27.107 $. Entorn del 4,6% de les famílies i el 5,9% de la població estaven per davall del llindar de pobresa.

## Poblacions més properes
El següent diagrama mostra les poblacions més properes.